# Bondo (stam)

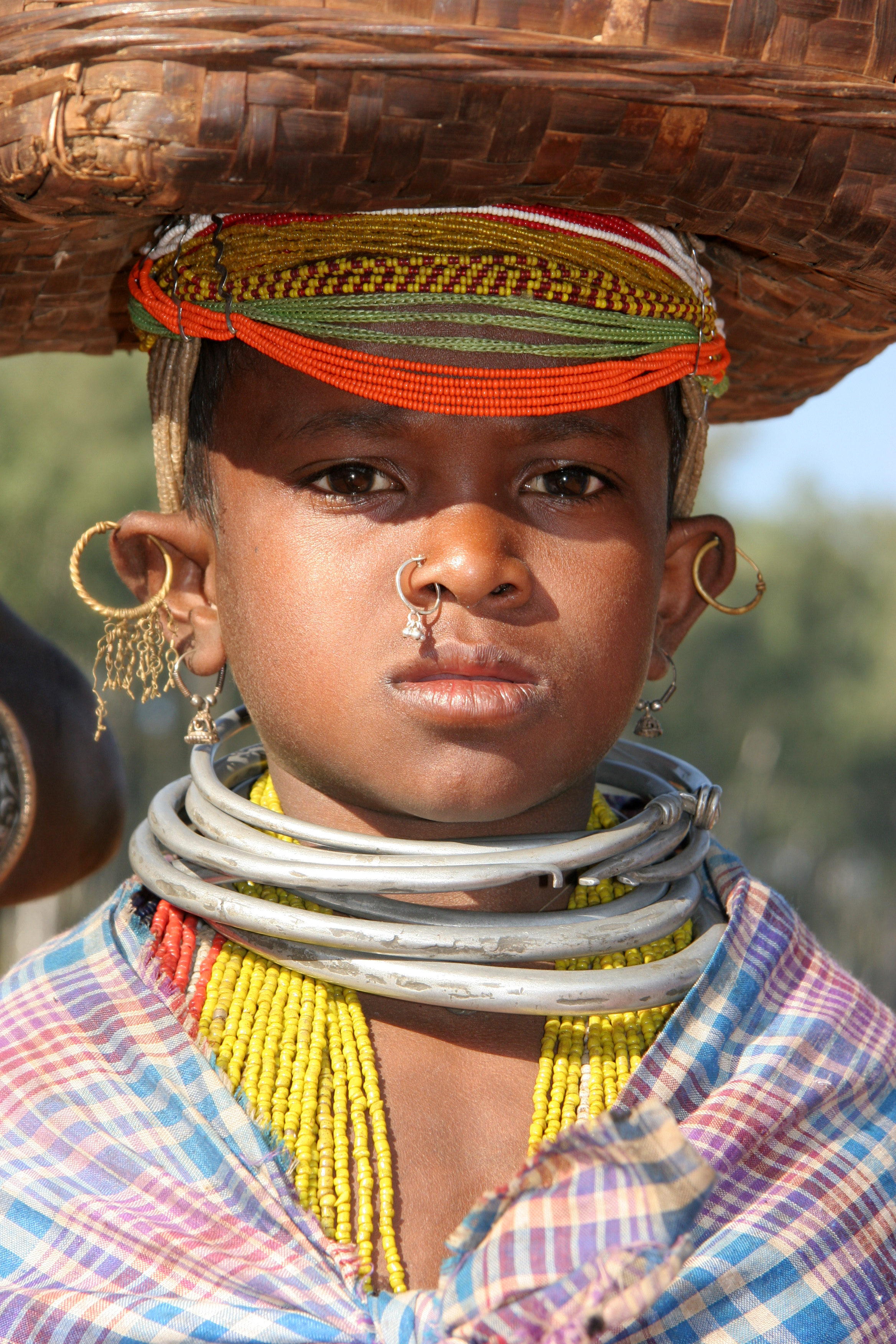
Een jong meisje van de Bondo-stam onderweg naar de markt buiten het dorp

De Bondo, Bonda of Remo zijn een stam in India. De stam leeft in het zuiden van Odisha en telt circa 5000 personen. Ze spreken het gelijknamige Bondo, behorende tot de Mundatalen, de meest westelijke taalgroep van de Austroaziatische talen.
De naam Bonda betekent "naakte mensen". Onder invloed van de Engelsen zijn de Bonda-vrouwen halverwege de 20e eeuw lendedoekjes gaan dragen, terwijl ze van oudsher uitsluitend een bedekking van vele kralenkettingen hadden.
De Bondo zijn animistisch, en waren al in het gebied aanwezig voor de komst van de Indo-Ariërs en worden tot de Adivasi gerekend. Ze hebben zich verzet tegen het hindoeïsme en modernisme. Ze worden beschouwd als wilden en hebben een status die nog lager is dan de onaanraakbaren. Hun dorpen zijn verboden gebied voor overige Indiërs en buitenlanders.
Bondo-vrouwen hebben een kaalgeschoren hoofd en dragen alleen een hoed van raffia en een borstbedekking van kralen. Het wordt ze door de mannen verboden een sari te dragen. Wanneer ze naar de markt gaan dragen ze doeken die hun rug en schouders bedekken. Als een Bondo-meisje rond de twintig is trouwt ze met een jongen van 14 à 15 jaar. Het huwen van een jongere man garandeert de vrouwen zorg tijdens hun oude dag. Zolang hun echtgenoot nog minderjarig is, komt het voor dat vrouwen seksuele contacten hebben met de oudere broers en de vader van hun echtgenoot.
De vrouwen verrichten de meeste arbeid: huizenbouw, landarbeid, huishouden. De mannen jagen met pijl-en-boog, drinken rijstwijn, en gokken. 
- Library of Congress Control Number: sh85015508
- Nationale Bibliotheek van Israël: 987007283102505171